# Coma Cinema
Coma Cinema est un groupe américain de pop indépendante formé en 2005 par Mathew Lee Cothran. Cothran, qui porte le projet, a commencé à écrire des chansons pendant ses années de lycée à Spartanburg, puis s'est installé à Asheville, en Caroline du Nord.
Après la sortie du cinquième et dernier album, Loss Memory, en 2017, Mathew Lee Cothran annonce la fin du projet Coma Cinema. Il poursuit sa carrière sous son propre nom. Il publie également des albums dans le cadre d'un autre projet d'indie pop lo-fi, Elvis Depressedly, toujours en cours.

## Historique
Cothran a commencé à écrire des chansons sous le nom de « Coma Cinema » au début de son adolescence. Après plusieurs années à se produire localement, Cothran a sorti une compilation de ses enregistrements en janvier 2009, intitulée Baby Prayers.
Baby Prayers est remarqué par la presse et les blogs spécialisés, notamment Pitchfork, qui a publié le clip vidéo de Flower Pills en février 2010. En juin 2010, Coma Cinema publie un second album, Stoned Alone.
Le troisième album de Coma Cinema, Blue Suicide, est sorti en mars 2011 en formats numériques et physiques (Wonderbeard Tapes a sorti des cassettes ; Fork and Spoon Records s'est occupé du vinyle). Deux titres de Blue Suicide étaient déjà sortis sur un single produit avec le groupe Teen Porn, chez AMDISCS : Wondering et Greater Vultures.
Coma Cinema sort son quatrième disque, Posthumous Release, le 11 juin 2013, sur cassette (chez Orchid Tapes) et sur vinyle (chez Fork and Spoon Records).
Le cinquième et dernier album, intitulé Loss Memory, est publié le 7 décembre 2017.

## Discographie

### Dans le cadre de Coma Cinema

#### Albums studio
- Baby Prayers (2009)
- Stoned Alone (2010)
- Blue Suicide (2011)
- Posthumous Release (2013)
- Loss Memory (2017)

#### Singles
- Coma Cinema (2010)

#### Compilations
- Bluest of Them All; Anthology (2012)

### Sous le nom de Mathew Lee Cothran
- Failure (2013)
- Failure II (2014)
- Judas Hung Himself in America (2017)
- My First Love Mends My Final Days (2018)
- Condemned to Die in a Carolina Motel Bar (2020)

### Sous le nom d'Elvis Depressedly

#### Albums
- Mickey's Dead (2012)
- Hotter Sadness (2012)
- New Alhambra (2015)
- Depressedelica (2020)

#### EP
- Save the Planet Kill Yourself (2011)
- Goner (2011)
- Disgraceland (2011)
- Holo Pleasures (2013)

#### Compilation
- Holo Pleasures / California Dreamin' (2016)